# Yves Robitaille
Pour les articles homonymes, voir Robitaille.
Yves Robitaille est un conteur québécois. Il est l'un des membres de la première heure des conteurs de la microbrasserie Sergent recruteur qui a donné vie aux Dimanches du conte. Il est également l'un des membres fondateurs du collectif des Semeurs de contes. Il a animé l'émission de radio Aux portes du conte.

## Biographie
Pendant dix ans, de 1998 à 2008, le conteur Yves Robitaille a prend part aux soirées du contes dominicales du bar Le Sergent recruteur. Ces soirées donnèrent vie aux Dimanches du conte,.
De 2003 à 2015, il est l'animateur de radio de l'émission Aux portes du conte réalisé par Luc Desnoyers sur les ondes de CIBL,. Il a également fait partie des Semeurs de conte, collectif ayant pour mission « de partager, à l’échelle nationale, la discipline artistique qu’est le conte dans sa diversité ».
Yves Robitaille s'intéresse à plusieurs répertoires littéraires dans le but de monter ses spectacles. Il aura exploré des contes anciens provenant du Moyen Âge anglais avec son spectacle Les contes de Canterbury d'après l'œuvre éponyme de Geoffrey Chaucer ; de l'antiquité grecque, notamment sur les débuts du monde selon la cosmogonie d'Hésiode, du Japon fantastique de Kwaidan avec son spectacle Kwaidan : contes fantastiques du Japon inspiré des textes de Lafcadio Hearn ; de la guerre de Troie avec son spectacle la Suite Troyenne ; ainsi que la grande Peste à Florence au XIVe siècle avec Le Décaméron de Boccace. En 2019, il monte un spectacle intitulé Le labyrinthe de l'intranquillité à partir du Livre de l'intranquillité de Fernando Pessoa. 
Selon le site des Dimanches du conte, Yves Robitaille entretient une relation de longue date avec Pessoa. « Au printemps 2000, Yves Robitaille, nouvellement conteur aux Dimanches du conte, travaille à la comptabilité dans un CPE. Bouquinant à la librairie du Square, il tombe sur la nouvelle édition du «Livre de l’intranquilité» de Fernando (Bernardo Soares) Pessoa. Il connaissait déjà l’histoire de cet auteur qui fut à lui-seul quatre poètes majeurs de la modernité portugaise. Attiré par le livre, il se demande s’il va l’acheter; le volume est dispendieux et lui peu fortuné. Il l’ouvre au hasard pour voir ce qu’il a à lui dire et tombe sur la phrase suivante : « Le Destin ne m’a donné que deux choses : des registres d’aide-comptable et le don du rêve.» Le conteur a acheté le livre et depuis, une singulière relation s’est établie entre eux. »
En 2015, il va à Saint-Élie-de-Caxton pour y faire une résidence de création,. Lors de celle-ci, Yves Robitaille a pu être logé pendant un mois en plus de bénéficier d'une bourse de 2 000 $ par le Conseil des arts et des lettres du Québec (CALQ), et ce, dans le but de travailler sur sa Suite troyenne. En 2016 et 2017, il reçoit une Bourse du CALQ pour soutenir la préparation du Décaméron d'après Boccace. 

## Prix et honneurs
- 2015 : Résidence de création à Saint-Élie-de-Caxton pour aller travailler la Suite Troyenne[11].
- 2016-2017 : Bourse du Conseil des arts et des lettres du Québec (CALQ) pour la préparation du Décaméron d'après Boccace[7].